# Парламентские выборы в Израиле (1984)
Парламентские выборы в Израиле 1984 года состоялись 23 июля и стали одиннадцатыми в истории Израиля. На них были избраны 120 членов Одиннадцатого Кнессета. Явка избирателей составила 78,8 %. Победу одержал оппозиционный левоцентристский блок Маарах во главе с Шимоном Пересом, вновь став крупнейшей партией в Кнессете. Однако победители не смогли сформировать правительство ни с одной из более мелких партий, что привело к созданию большой коалиции с «Ликудом», в которой лидеры обеих партий, Шимон Перес и Ицхак Шамир, занимали пост премьер-министра по два года каждый.

## Предыстория
Выборы проходили после резни в Сабре и Шатиле, терактов в здании штаб-квартиры Армии обороны Израиля в Тире (Ливан) и захвата автобуса с заложниками на фоне начинавшегося конфликта в Южном Ливане.
Выборы в кнессет 11-го созыва состоялись более чем на год раньше, чем должен был закончиться срок полномочий предыдущего состава израильского парламента (планируемой датой выборов было 5 ноября 1985 года). Досрочные выборы были вызваны сочетанием ряда причин. В связи с затянувшейся войной в Ливане добровольно ушёл в отставку премьер-министр Менахем Бегин. Экономика страны переживала тяжёлый кризис: рынок ценных бумаг рухнул, несколько банков объявили о банкротстве, национальная валюта стремительно теряла в цене. На муниципальных выборах 1983 года блок Маарах, потерявший власть в 1977 году, добился успеха, и его лидер Шимон Перес полагал, что сможет повторить это достижение и на выборах в кнессет. В этих условиях Маарах развернул активную деятельность с целью добиться досрочных выборов. На голосовании в марте 1984 года эта инициатива собрала большинство голосов депутатов кнессета: вотум недоверия правительству Ицхака Шамира получил 61 голос «за» при 59 «против» благодаря поддержке небольшой сефардской партии Движение за традиции Израиля) во главе с Аароном Абухацирой и двух независимых депутатов.

## Результаты
Электоральный барьер — 20 733 голоса (1 %). Голоса на мандат — 16 786.
|                                                                                 |                                                  |                                   |           |        |         |       |       |  |
| Партия                                                                          | Партия                                           | Лидер                             | Голоса    | Голоса | Голоса  | Места | Места |  |
| Партия                                                                          | Партия                                           | Лидер                             | Голоса    | %      | ± п. п. | Места | ±     |  |
|                                                                                 | Маарах                                           | Шимон Перес                       | 724 074   | 34,92  | ▼ 1,65  | 44    | ▼ 3   |  |
|                                                                                 | Ликуд                                            | Менахем Бегин                     | 661 302   | 31,90  | ▼ 5,21  | 41    | ▼ 7   |  |
|                                                                                 | Тхия—Цомет                                       | Юваль Неэман                      | 83 037    | 4,01   | новая   | 5     | ▲ 3   |  |
|                                                                                 | Национальная религиозная партия (НРП)            | Йосеф Бург                        | 73 530    | 3,55   | ▼ 1,37  | 4     | ▼ 2   |  |
|                                                                                 | Демократический фронт за мир и равенство (Хадаш) | Меир Вильнер                      | 69 815    | 3,37   | ▲ 0,02  | 4     | ▼ 1   |  |
|                                                                                 | ШАС                                              | Ицхак Перец                       | 63 605    | 3,07   | новая   | 4     | ▲ 4   |  |
|                                                                                 | Шинуй                                            | Амнон Рубинштейн                  | 54 747    | 2,64   | ▲ 1,10  | 3     | ▲ 1   |  |
|                                                                                 | Движение за права гражданина и мир (РАЦ)         | Шуламит Алони                     | 49 698    | 2,40   | ▲ 0,96  | 3     | ▲ 2   |  |
|                                                                                 | Яхад                                             | Эзер Вейцман                      | 46 302    | 2,23   | новая   | 3     | ▲ 3   |  |
|                                                                                 | Прогрессивный список за мир                      | Мохаммед Миари                    | 38 012    | 1,83   | новая   | 2     | ▲ 2   |  |
|                                                                                 | Агудат Исраэль                                   | Авраам Йосеф Шапира               | 36 079    | 1,74   | ▼ 1,99  | 2     | ▼ 2   |  |
|                                                                                 | Мораша                                           | Хаим Друкман                      | 33 287    | 1,61   | новая   | 2     | ▲ 2   |  |
|                                                                                 | Движение за традиции Израиля (Тами)              | Аарон Абухацира                   | 31 103    | 2,30   | ▼ 0,80  | 1     | ▲ 2   |  |
|                                                                                 | Движение «Ках»                                   | Меир Кахане                       | 25 907    | 1,25   | ▲ 0,99  | 1     | ▲ 1   |  |
|                                                                                 | Омэц                                             | Игаль Горовиц                     | 23 845    | 1,15   | новая   | 1     | ▲ 1   |  |
|                                                                                 | Арье Элиав                                       |                                   | 15 348    | 0,74   | новый   | 0     | ▬     |  |
|                                                                                 | Организация инвалидов                            |                                   | 12 329    | 0,59   | новая   | 0     | ▬     |  |
|                                                                                 | Движение за обновление социального сионизма      | Мордехай Бен-Порат                | 5 876     | 0,28   | новая   | 0     | ▬     |  |
|                                                                                 | Движение алии и молодёжи                         |                                   | 5 794     | 0,28   | новая   | 0     | ▬     |  |
|                                                                                 | Шилув                                            |                                   | 5 499     | 0,27   | новая   | 0     | ▬     |  |
|                                                                                 | Национальная организация по защите арендаторов   |                                   | 3 195     | 0,15   | новая   | 0     | ▬     |  |
|                                                                                 | Развитие и мир                                   | Шмуэль Флатто-Шарон               | 2 430     | 0,12   | ▼ 1,45  | 0     | ▬     |  |
|                                                                                 | Хас Мас                                          |                                   | 1472      | 0,07   | новая   | 0     | ▬     |  |
|                                                                                 | Движение за Родину                               |                                   | 1 415     | 0,07   | новая   | 0     | ▬     |  |
|                                                                                 | Амха                                             | Виктор Таяр                       | 733       | 0,04   | ▲ 0,02  | 0     | ▬     |  |
|                                                                                 | Независимые                                      |                                   | 4 887     | 0,24   | н/д     | 0     | ▬     |  |
|                                                                                 |                                                  |                                   |           |        |         |       |       |  |
|                                                                                 | Действительные голоса                            | Действительные голоса             | 2 073 321 | 99,14  | ▲ 0,02  |       |       |  |
|                                                                                 | Недействительные голоса                          | Недействительные голоса           | 18 081    | 0,86   | ▼ 0,02  |       |       |  |
|                                                                                 | Всего                                            | Всего                             | 2 091 402 | 100    |         | 120   | ▬     |  |
|                                                                                 | Избирателей зарегистрировано/Явка                | Избирателей зарегистрировано/Явка | 2 654 613 | 78,78  | ▲ 0,28  |       |       |  |
| Источник: Официальный сайт Кнессета, Israel Democracy Institute и Nohlen et al. |                                                  |                                   |           |        |         |       |       |  |

## После выборов
Спикером Кнессета стал депутат от блока Маарах Шломо Хилель.
В связи с тупиковой ситуацией, возникшей на выборах, было принято решение сформировать правительство национального единства, которое по два года возглавляли бы представители обоих ведущих блоков. 13 сентября 1984 года Шимон Перес из Маарах сформировал двадцать первое правительство Израиля. Наряду с Маарахом и Ликудом в коалиционное правительство вошли Национальная религиозная партия, Агудат Исраэль, ШАС, Мораша, Шинуй и Омец. За исключением правительств национального единства, сформированных в военное время (в частности, правительства, сформированного во время Шестидневной войны в Кнессете шестого созыва, в котором было 111 депутатов), это была самая крупная коалиция в политической истории Израиля, насчитывавшая 97 депутатов.
В 1986 году в соответствии с соглашением о ротации Перес ушёл в отставку и 20 октября 1986 года Ицхак Шамир из Ликуда сформировал двадцать второе правительство Израиля. Шинуй вышел из коалиции 26 мая 1987 года.